# اوت‌لست ۲ (بازی ویدئویی)
اوت‌لست ۲ (انگلیسی: Outlast 2) یک بازی ویدئویی در سبک ترس و بقا است که توسط کمپانی رد بارلز و در پلت‌فرم‌های مایکروسافت ویندوز، پلی‌استیشن ۴، ایکس‌باکس وان، و نینتندو سوئیچ ساخته و منتشر شده است.
این بازی دنباله‌ای بر اوت‌لست (۲۰۱۳) به‌شمار می‌رود

## داستان
داستان این بازی دربارهٔ شخصی به نام بلیک کلینگرمن است که همراه همسرش قصد تحقیق دربارهٔ قتل زنی باردار دارند. زمانی که با هلیکوپتر قصد سفر به روستایی که زن باردار را به قتل رسیده را دارند هلیکوپتر سقوط می‌کند. بلیک جان سالم به در می‌برد، اما خبری از همسرش نیست. بلیک زمانی که قصد دارد همسرش را پیدا کند توسط ساکنین عجیب و غریب روستا مورد حمله قرار می‌گیرد و متوجه می‌شود که در ناپدید شدن همسرش دخیل هستند و در ادامه می فهمد که به همسرش توسط رئیس همین فرقه در روستا تجاوز شده است.
این قسمت از بازی بر خلاف گفته‌ها با سری قبلی رابطه دارد این مکان محل آزمایش امواجی است که ذهن‌ها را مختل می‌کند و مالک آن شرکتی است که آن تیمارستان را ساخته بود در این مکان دکل موج رسان با صدای مهیب وجود دارد که شما را از طریق مغزتان به عمیق ترین ترس‌های زندگیتان فرو می‌برد.
در این روستا دو گروه وجود دارند که یکی از آنها شیطان پرستان می باشند و آن یکی رهبری است که خود را پیامبر خدای ساختی خود معرفی می‌کند و بر مردم مومن و معتقد حکمرانی می کند. این دو گروه به شدت مخالف همدیگر هستند و به صورت مداوم درحال درگیری اند.
در طول بازی شما در بعضی از جاها یک دفعه وارد مدرسه می‌شوید و با هیولایی ترسناک رو به رو می‌شوید. و داستان این هیولا از این قرار است که بلیک در کودکی به مدرسه ای مذهبی می‌رفته و بهترین دوستش که جسیکا نام داشته توسط پدر مقدس مدرسه مورد تجاوز قرار گرفته است و سپس پس از مورد تجاوز قرار گرفتن خودکشی می کند و برای همین هم آن هیولای مدرسه همان پدر است.
و در آخر بازی لین باردار است و وقتی بچه را بدنیا می‌آورد خودش می‌میرد. البته که بچه فقط یک توهم است و این بچه همان ترس کودکی او و تجاوز پدر است و حتی لین در آخرین حرف خود از بلیک می پرسد که چه چیزی را در دستش گرفته چون چیزی آنجا نیست، و در آخر ذهن بلیک به دلیل قرار گرفتن بیش از حد در معرض امواج مغزی کاملاً از بین می‌رود.